# Prisma Taranto Volley 2021-2022
Questa voce raccoglie le informazioni riguardanti la Prisma Taranto Volley nelle competizioni ufficiali della stagione 2021-2022.

## Stagione
Nella stagione 2021-22 la Prisma Taranto Volley assume la denominazione sponsorizzata di Gioiella Prisma Taranto.
Quale vincitrice dei play-off promozione della Serie A2 2020-2021, partecipa per la sesta volta alla Superlega; chiude la regular season di campionato al decimo posto in classifica, qualificandosi per i play-off per il 5º posto, non passa alla fase finale a seguito del sesto posto nel girone.

## Organigramma societario
Area direttiva
- Presidente: Antonio Bongiovanni
- Vicepresidente: Elisabetta Zelatore
- Segreteria generale: Stefano De Luca, Vittorio Pagano
- Direttore generale: Vito Primavera
- Consigliere: Raffaele Di Ponzio
- Direttore sportivo: Mirko Corsano
- Responsabile logistica: Stefano De Luca
- Logistica: Carmelo Sindaco
- Responsabile hospitality: Vincenzo Franciosa
- Finanza: Mario Tagarelli

Area tecnica
- Allenatore: Vincenzo Di Pinto
- Allenatore in seconda: Saverio Di Lascio
- Scout man: Leonardo Ceccarini
- Responsabile settore giovanile: Francesco Stola

Area comunicazione
- Responsabile comunicazione: Christian Cesario, Fabrizio Giannico
- Area comunicazione: Debora Dell'Erba, Linda Stevanato
- Fotografo: Walter Nobile
- Responsabile rapporti istituzioni: Vincenzo Di Somma
- Relazioni esterne: Francesco Ripa

Area marketing
- Responsabile marketing ed eventi: Rocco D'Auria

Area sanitaria
- Responsabile staff medico: Giuseppe Tombolini
- Staff medico: Fernando Bongiovanni
- Preparatore atletico: Pascal Sabato
- Fisioterapista: Cataldo Portulano
- Ortopedico: Vincenzo Sansolini
- Osteopata: Salvatore Fumarola
- Radiologo: Mario Ortino
- Nutrizionista: Francesco Settembrini

## Rosa
| N° | Nome                 | Ruolo | Data di nascita   | Nazionalità sportiva |
| -- | -------------------- | ----- | ----------------- | -------------------- |
| 1  | Tommaso Stefani      | O     | 4 maggio 2001     | Italia               |
| 2  | Gabriele Laurenzano  | L     | 12 giugno 2003    | Italia               |
| 3  | Davide Pellegrino    | P     | 24 gennaio 1994   | Italia               |
| 4  | Aimone Alletti       | C     | 28 giugno 1988    | Italia               |
| 5  | Marco Falaschi       | P     | 18 settembre 1987 | Italia               |
| 6  | Luigi Randazzo       | S     | 30 aprile 1994    | Italia               |
| 7  | João Rafael Ferreira | S     | 17 marzo 1993     | Brasile              |
| 9  | Fabrizio Gironi      | S     | 18 marzo 2000     | Italia               |
| 10 | Giulio Sabbi         | O     | 10 agosto 1989    | Italia               |
| 13 | Filippo Pochini      | L     | 13 novembre 1989  | Italia               |
| 14 | Gustavs Freimanis    | C     | 22 settembre 2002 | Lettonia             |
| 18 | Gabriele Di Martino  | C     | 20 luglio 1997    | Italia               |
| 22 | Arshdeep Dosanjh     | P     | 30 luglio 1996    | Australia            |
| 77 | Luciano Palonsky     | S     | 8 luglio 1999     | Argentina            |

## Mercato
| Acquisti | Acquisti             | Acquisti          | Acquisti   |
| R.       | Nome                 | da                | Modalità   |
| -------- | -------------------- | ----------------- | ---------- |
| P        | Arshdeep Dosanjh     | Afyon             | definitivo |
| P        | Marco Falaschi       | Lube              | definitivo |
| S        | João Rafael Ferreira | Funvic            | definitivo |
| C        | Gustavs Freimanis    | Jēkabpils Lūši    | definitivo |
| L        | Gabriele Laurenzano  | Materdomini       | definitivo |
| S        | Luciano Palonsky     | Tourcoing         | definitivo |
| P        | Davide Pellegrino    | -                 | definitivo |
| L        | Filippo Pochini      | Mondovì           | definitivo |
| S        | Luigi Randazzo       | Top Volley Latina | definitivo |
| O        | Giulio Sabbi         | Top Volley Latina | definitivo |
| O        | Tommaso Stefani      | Porto Robur Costa | definitivo |

| Cessioni | Cessioni             | Cessioni             | Cessioni   |
| R.       | Nome                 | a                    | Modalità   |
| -------- | -------------------- | -------------------- | ---------- |
| S        | Paolo Cascio         | M&G                  | definitivo |
| S        | Roberto Cominetti    | Tricolore            | definitivo |
| P        | Manuel Coscione      | Libertas Brianza     | definitivo |
| P        | Francesco Cottarelli | Saturnia Acicastello | definitivo |
| S        | João Rafael Ferreira | Zamalek              | definitivo |
| S        | Alessio Fiore        | New Mater            | definitivo |
| L        | Riccardo Goi         | Porto Robur Costa    | definitivo |
| L        | Nicolò Hoffer        | Rinascita Lagonegro  | definitivo |
| O        | Williams Padura      | Olimpia Bergamo      | definitivo |
| S        | Luciano Palonsky     | Tours                | definitivo |
| S        | Simone Parodi        | Emma Villas          | definitivo |
| P        | Davide Pellegrino    | Franco Tigano        | definitivo |
| C        | Sandi Persoglia      | Pineto               | definitivo |
| C        | Luca Presta          | New Mater            | definitivo |

## Risultati

### Superlega

#### Girone di andata
| 1ª Giornata Andata - 10 ottobre 2021 PalaMazzola, Taranto                | Prisma Taranto    | 1 - 3 | Callipo            | 19-25, 17-25, 25-22, 20-25        |
| 2ª Giornata Andata - 16 ottobre 2021 PalaDeAndré, Ravenna                | Porto Robur Costa | 0 - 3 | Prisma Taranto     | 18-25, 22-25, 19-25               |
| 3ª Giornata Andata - 31 ottobre 2021 Palazzetto dello sport, Monza       | Milano            | 3 - 0 | Prisma Taranto     | 25-18, 25-23, 25-18               |
| 4ª Giornata Andata - 3 novembre 2021 PalaMazzola, Taranto                | Prisma Taranto    | 1 - 3 | Sir Safety Perugia | 19-25, 25-23, 16-25, 17-25        |
| 5ª Giornata Andata - 7 novembre 2021 PalaOlimpia, Verona                 | Verona            | 3 - 2 | Prisma Taranto     | 24-26, 25-20, 25-23, 19-25, 15-13 |
| 6ª Giornata Andata - 13 novembre 2021 PalaMazzola, Taranto               | Prisma Taranto    | 3 - 0 | Padova             | 25-22, 25-21, 25-20               |
| 8ª Giornata Andata - 24 novembre 2021 PalaMazzola, Taranto               | Prisma Taranto    | 1 - 3 | Trentino           | 23-25, 27-25, 18-25, 19-25        |
| 9ª Giornata Andata - 28 novembre 2021 PalaBanca, Piacenza                | You Energy        | 3 - 0 | Prisma Taranto     | 25-18, 28-26, 25-15               |
| 10ª Giornata Andata - 18 novembre 2021 PalaCivitanova, Civitanova Marche | Lube              | 3 - 0 | Prisma Taranto     | 25-20, 25-21, 25-12               |
| 11ª Giornata Andata - 8 dicembre 2021 PalaMazzola, Taranto               | Prisma Taranto    | 3 - 1 | Top Volley Latina  | 26-28, 25-22, 29-27, 27-25        |
| 12ª Giornata Andata - 12 dicembre 2021 PalaPanini, Modena                | Modena            | 3 - 1 | Prisma Taranto     | 17-25, 27-25, 25-19, 25-16        |
| 13ª Giornata Andata - 2 gennaio 2022 PalaMazzola, Taranto                | Prisma Taranto    | 2 - 3 | Powervolley Milano | 29-27, 22-25, 16-25, 25-21, 10-15 |

#### Girone di ritorno
| 14ª Giornata - 9 febbraio 2022 PalaMaiata, Vibo Valentia                  | Callipo            | 3 - 1 | Prisma Taranto    | 25-15, 22-25, 25-20, 25-22        |
| 15ª Giornata - 26 gennaio 2022 PalaMazzola, Taranto                       | Prisma Taranto     | 3 - 0 | Porto Robur Costa | 25-19, 25-20, 29-27               |
| 16ª Giornata - 5 gennaio 2022 PalaMazzola, Taranto                        | Prisma Taranto     | 2 - 3 | Milano            | 25-22, 23-25, 25-19, 18-25, 10-15 |
| 17ª Giornata - 2 febbraio 2022 PalaEvangelisti, Perugia                   | Sir Safety Perugia | 3 - 0 | Prisma Taranto    | 25-17, 25-23, 25-23               |
| 18ª Giornata - 16 gennaio 2022 PalaMazzola, Taranto                       | Prisma Taranto     | 3 - 0 | Verona            | 25-23, 25-23, 25-14               |
| 19ª Giornata - 30 gennaio 2022 PalaSanLazzaro, Padova                     | Padova             | 2 - 3 | Prisma Taranto    | 21-25, 18-25, 25-21, 25-17, 12-15 |
| 21ª Giornata - 13 febbraio 2022 PalaTrento, Trento                        | Trentino           | 3 - 0 | Prisma Taranto    | 25-22, 25-19, 25-14               |
| 22ª Giornata - 20 febbraio 2022 PalaMazzola, Taranto                      | Prisma Taranto     | 3 - 1 | You Energy        | 25-19, 25-23, 25-27, 25-22        |
| 23ª Giornata - 27 febbraio 2022 PalaMazzola, Taranto                      | Prisma Taranto     | 0 - 3 | Lube              | 26-28, 19-25, 23-25               |
| 24ª Giornata - 23 gennaio 2022 Palazzetto dello Sport, Cisterna di Latina | Top Volley Latina  | 3 - 1 | Prisma Taranto    | 22-25, 25-14, 25-23, 25-15        |
| 25ª Giornata - 13 marzo 2022 PalaMazzola, Taranto                         | Prisma Taranto     | 3 - 1 | Modena            | 25-21, 25-23, 17-25, 25-19        |
| 26ª Giornata - 20 marzo 2022 Palalido, Milano                             | Powervolley Milano | 3 - 1 | Prisma Taranto    | 25-17, 23-25, 25-18, 25-20        |

#### Play-off 5º posto
| 1ª Giornata - 17 aprile 2022 PalaOlimpia, Verona                        | Verona            | 3 - 0 | Prisma Taranto     | 28-26, 25-22, 25-17 |
| 2ª Giornata - 24 aprile 2022 PalaMazzola, Taranto                       | Prisma Taranto    | 0 - 3 | You Energy         | 25-27, 20-25, 24-26 |
| 3ª Giornata - 27 aprile 2022 Palazzetto dello Sport, Cisterna di Latina | Top Volley Latina | 3 - 0 | Prisma Taranto     | 25-15, 31-29, 25-22 |
| 4ª Giornata - 30 aprile 2022 PalaMazzola, Taranto                       | Prisma Taranto    | 0 - 3 | Powervolley Milano | 17-25, 23-25, 23-25 |
| 5ª Giornata - 3 maggio 2022 Palazzetto dello sport, Monza               | Milano            | 3 - 0 | Prisma Taranto     | 25-23, 25-23, 25-23 |

## Statistiche

### Statistiche di squadra
| Competizione | Punti | In casa | In casa | In casa | In trasferta | In trasferta | In trasferta | Totale | Totale | Totale |
| Competizione | Punti | G       | V       | P       | G            | V            | P            | G      | V      | P      |
| ------------ | ----- | ------- | ------- | ------- | ------------ | ------------ | ------------ | ------ | ------ | ------ |
| Superlega    | 26    | 14      | 6       | 8       | 15           | 2            | 13           | 29     | 8      | 21     |
| Totale       | -     | 14      | 6       | 8       | 15           | 2            | 13           | 29     | 8      | 21     |

G = partite giocate; V = partite vinte; P = partite perse 

### Statistiche dei giocatori
| Giocatore     | Superlega | Superlega | Superlega | Superlega | Superlega | Totale | Totale | Totale | Totale | Totale |
| Giocatore     | P         | PT        | AV        | MV        | BV        | P      | PT     | AV     | MV     | BV     |
| ------------- | --------- | --------- | --------- | --------- | --------- | ------ | ------ | ------ | ------ | ------ |
| A. Alletti    | 28        | 184       | 126       | 42        | 16        | 28     | 184    | 126    | 42     | 16     |
| G. Di Martino | 29        | 205       | 139       | 58        | 8         | 29     | 205    | 139    | 58     | 8      |
| A. Dosanjh    | 19        | 10        | 5         | 4         | 1         | 19     | 10     | 5      | 4      | 1      |
| M. Falaschi   | 27        | 41        | 18        | 15        | 8         | 27     | 41     | 18     | 15     | 8      |
| J. Ferreira   | 23        | 254       | 222       | 19        | 13        | 23     | 254    | 222    | 19     | 13     |
| G. Freimanis  | 6         | 29        | 21        | 7         | 1         | 6      | 29     | 21     | 7      | 1      |
| F. Gironi     | 26        | 126       | 106       | 9         | 11        | 26     | 126    | 106    | 9      | 11     |
| G. Laurenzano | 27        | 0         | 0         | 0         | 0         | 27     | 0      | 0      | 0      | 0      |
| L. Palonsky   | 9         | 30        | 30        | 0         | 0         | 9      | 30     | 30     | 0      | 0      |
| D. Pellegrino | 0         | 0         | 0         | 0         | 0         | 0      | 0      | 0      | 0      | 0      |
| F. Pochini    | 16        | 0         | 0         | 0         | 0         | 16     | 0      | 0      | 0      | 0      |
| L. Randazzo   | 27        | 285       | 256       | 17        | 12        | 27     | 285    | 256    | 17     | 12     |
| G. Sabbi      | 24        | 293       | 250       | 30        | 13        | 24     | 293    | 250    | 30     | 13     |
| T. Stefani    | 23        | 192       | 164       | 23        | 5         | 23     | 192    | 164    | 23     | 5      |

P = presenze; PT = punti totali; AV = attacchi vincenti; MV = muri vincenti; BV = battute vincenti